# Daqing
Daqing (chinesisch 大慶市 / 大庆市, Pinyin Dàqìng Shì, W.-G. Taching) ist eine bezirksfreie Stadt in der chinesischen Provinz Heilongjiang. Das Verwaltungsgebiet der Stadt Daqing entstand im Dezember 1979 durch Zusammenlegung der Städte Datong, Honggang, Longfeng, Ranghulu und Sairt sowie von vier Kreisen zu einer Stadt auf Bezirksebene. Die Stadt Daqing hat 2.781.562 Einwohner (Stand: Zensus 2020), davon 1,13 Mio. (Stand: 2010) im urbanen Gebiet.
Die Einwohner Daqings leben auf einer Fläche von 21.219 km², was der Größe des Bundeslandes Hessen entspricht, davon sind 5.197 km² urbanes Gebiet. Die Bevölkerungsdichte liegt bei 131 Einwohner/km². In Hessen sind es zum Vergleich 297 und in Berlin 4.133 pro km². Daqing ist vor allem bekannt durch seine Ölfelder und den Slogan Mao Zedongs: „In der Landwirtschaft von Dazhai lernen, in der Industrie von Daqing.“

## Geographie
Daqing liegt ungefähr in der Mitte zwischen Harbin und Qiqihar und im Mittel auf 150 m Höhe.
Die Stadtbezirke Daqings sind geographisch eigenständige, geschlossene städtische Siedlungsgebiete, beziehungsweise „Städte“, die teilweise Dutzende von Kilometern voneinander entfernt liegen, administrativ aber – wie auch bei anderen bezirksfreien Städten Chinas – als Stadtbezirke zusammen mit den Kreisen und dem Autonomen Kreis die Stadt Daqing bilden.

### Administrative Gliederung

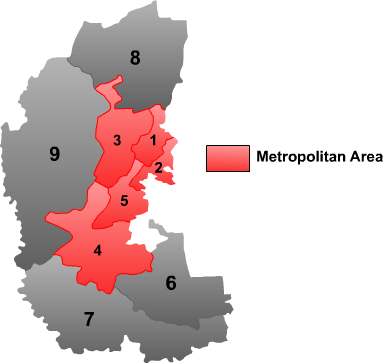
Administrative Gliederung Daqings

Daqing setzt sich aus fünf Stadtbezirken, drei Kreisen und einem Autonomen Kreis zusammen. Stand der Einwohnerzahlen: 1. November 2020.
- 1 Stadtbezirk Sairt (萨尔图区 Sà'ěrtú Qū): 494 km², 327.192 Einwohner, Sairt ist Regierungssitz und „Stadtzentrum“ von Daqing;
- 2 Stadtbezirk Longfeng (龙凤区 Lóngfèng Qū): 396 km², 524.606 Einwohner;
- 3 Stadtbezirk Ranghulu (让胡路区 Rànghúlù Qū): 1.191 km², 592.603 Einwohner;
- 4 Stadtbezirk Datong (大同区 Dàtóng Qū): 2.337 km², 180.266 Einwohner;
- 5 Stadtbezirk Honggang (红岗区 Hónggǎng Qū): 637 km², 129.988 Einwohner;
- 6 Kreis Zhaozhou (肇州县 Zhàozhōu Xiàn): 2.445 km², 306.036 Einwohner;
- 7 Kreis Zhaoyuan (肇源县 Zhàoyuán Xiàn): 4.145 km², 330.340 Einwohner;
- 8 Kreis Lindian (林甸县 Líndiàn Xiàn): 3.494 km², 191.238 Einwohner;
- 9 Autonomer Kreis Dorbod der Mongolen (杜尔伯特蒙古族自治县 Dù'ěrbótè Měnggǔzú Zìzhìxiàn): 6.045 km², 199.293 Einwohner.

### Ethnische Zusammensetzung der Gesamtbevölkerung Daqings (2000)
Beim Zensus 2000 wurden für das gesamte Verwaltungsgebiet Daqings 2.578.051 Einwohner gezählt.
| Name des Volkes | Einwohner | Anteil  |
| --------------- | --------- | ------- |
| Han             | 2.474.304 | 95,98 % |
| Mongolen        | 63.025    | 2,44 %  |
| Manju           | 25.588    | 0,99 %  |
| Koreaner        | 6.156     | 0,24 %  |
| Hui             | 5.157     | 0,2 %   |
| Daur            | 1.008     | 0,04 %  |
| Xibe            | 659       | 0,03 %  |
| Miao            | 470       | 0,02 %  |
| Tujia           | 440       | 0,02 %  |
| Zhuang          | 178       | 0,01 %  |
| Sonstige        | 1.066     | 0,04 %  |

## Klima
Daqing besitzt ein Transsibirisches Klima. Beeinflusst durch die kalte Luft aus der Inneren Mongolei und die warme Strömung aus dem Pazifischen Ozean hat Daqing kühlen, schneereichen Winter und windigen Frühling und Herbst. Die jährliche Regenmenge beträgt 445 mm, die Durchschnittstemperatur 3,5 °C (Januar -19,2 °C, Juli 22,9 °C).

## Wirtschaft
Die Ölfelder von Daqing sind die größten Erdölförderstätten in der Volksrepublik China. Sie wurden 1959 zur Zeit des Großen Sprungs nach vorn entdeckt und liegen zwischen den Flüssen Songhua Jiang und Nen Jiang. Sie enthielten ursprünglich mindestens 14 Milliarden Barrel Erdöl, andere Schätzungen geben sogar bis zu 35 Milliarden Barrel an. 1963 wurde in Daqing mit der Förderung begonnen. Während der letzten 30 Jahren wurde etwa 1 Million Barrel/Tag gefördert, bis heute wurden etwa 12 Milliarden Barrel entnommen. Seit 1998 befindet sich die Förderung in den Ölfeldern im Rückgang (Peak-Oil). Dennoch machen sie noch heute etwa 1/4 der chinesischen Ölförderung aus. Dementsprechend groß waren die Anstrengungen, den Rückgang aufzuhalten. Da der Wassergehalt im geförderten Erdöl aber immer weiter steigt, hat die Daqing Oilfield Company 2004 beschlossen die Fördermenge in den kommenden Jahren zu verringern um die Lebensdauer des Feldes zu erhöhen; vgl. „China's Oil Trio Domestic Exploration Cost Surge“.

## Verkehr
Der Flughafen Daqing Saertu (IATA: DQA, ICAO: ZYDQ) liegt 15 Kilometer nördlich vom Stadtzentrum Sairt. Er wurde 2009 eröffnet. Heute werden von Daqing aus 11 Ziele in China angeflogen.

## Bauwerke
- Radio- und Fernsehturm Daqing: Der 260 Meter hohe Radio- und Fernsehturm steht im Stadtbezirk Sairt.
- Daqing Olympic Park Stadium: Mit insgesamt 32.031 Plätzen ist das Daqing Olympic Park Stadium die größte Sportstätte der Stadt. Das einem Weidenkorb nachempfundene Stadion öffnete 2012 seine Pforten.[5]

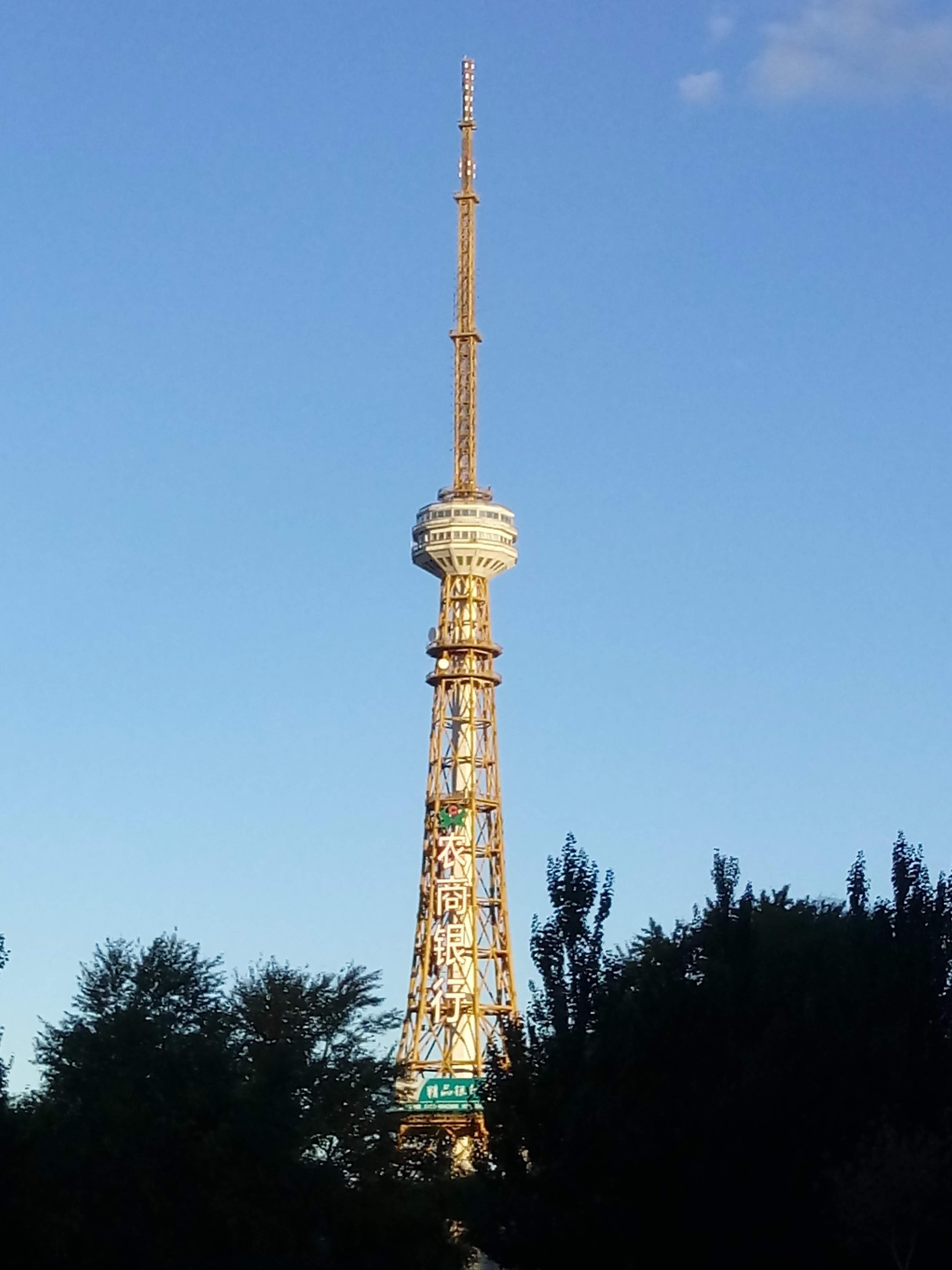
Der Radio- und Fernsehturm Daqing
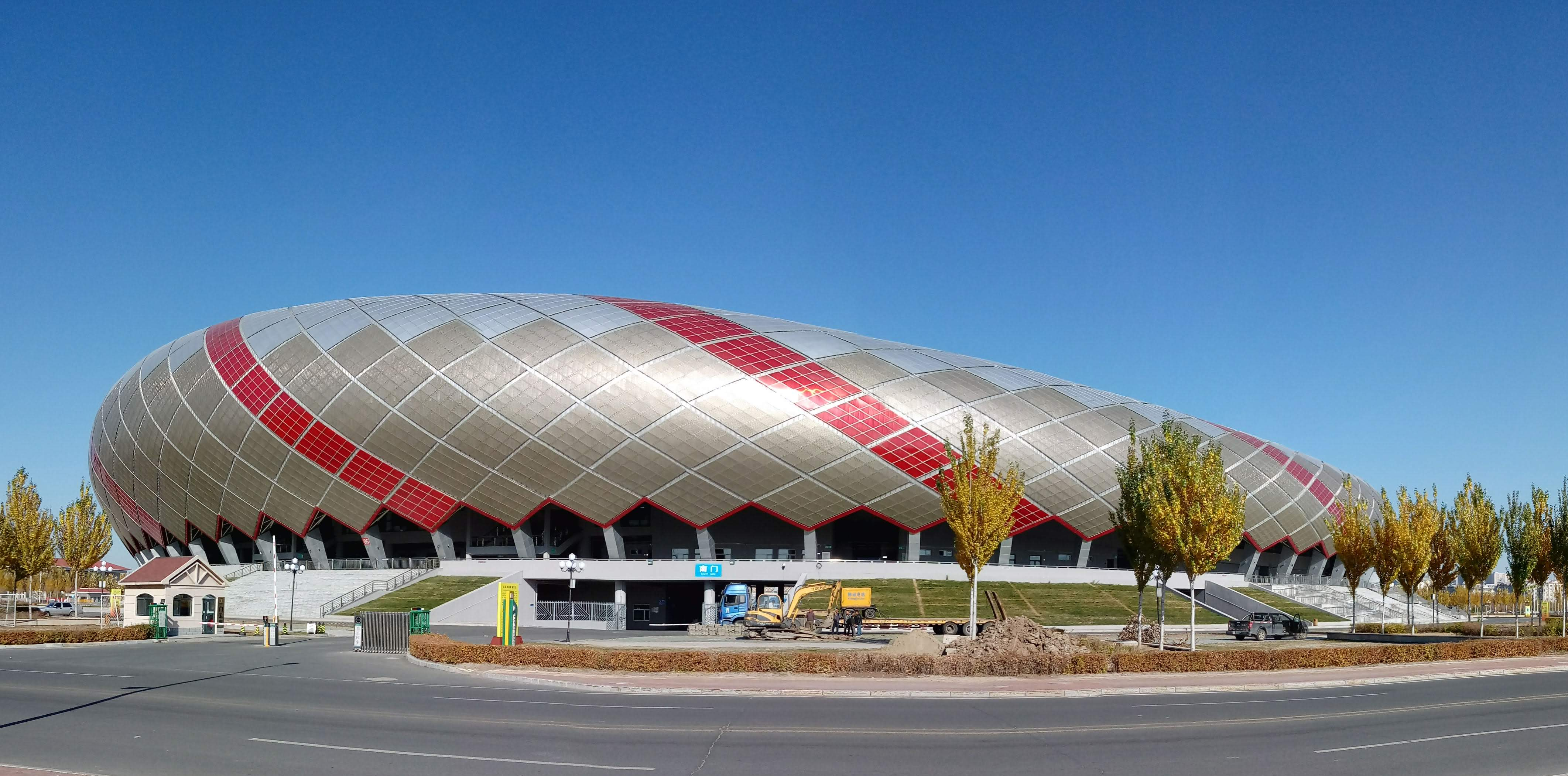
Daqing Olympic Park Stadium

## Sport
Zwischen 2015 und 2019 war Daqing Austragungsort der International Championship. Das Snooker-Weltranglistenturnier wurde im Baihu Media Broadcasting Centre ausgerichtet. Im Jahr 2018 war es mit einem Gesamtpreisgeld von 725.000 £ weltweit das am dritthöchsten dotierte Snookerturnier.

## Städtepartnerschaft
Daqing unterhält folgende sieben Gemeindepartnerschaften:
| Stadt           | Land       | seit |
| --------------- | ---------- | ---- |
| Buffalo City    | Südafrika  |      |
| Calgary         | Kanada     | 1985 |
| Quatre Bornes   | Mauritius  | 2011 |
| Charters Towers | Australien |      |
| Chungju         | Südkorea   | 2001 |
| Luhansk         | Ukraine    | 2000 |
| Tjumen          | Russland   | 1993 |

## Söhne und Töchter der Stadt (Auswahl)
- Yue Minjun (* 1962), Künstler
- Li Duihong (* 1970), Sportschützin
- Liu Zhongqing (* 1985), Freestyle-Skisportler
- Ding Ning (* 1990), Tischtennisspielerin
- Che Xiaoxi (* 1993), Tischtennisspielerin